# حاوی (هاوایی)
حاوی (به انگلیسی: Hawi) یک منطقهٔ مسکونی در ایالات متحده آمریکا است که در هاوایی واقع شده‌است. حاوی ۳٫۲ کیلومتر مربع مساحت و ۱٬۰۸۱ نفر جمعیت دارد و ۱۵۹ متر بالاتر از سطح دریا واقع شده‌است.